# Ole Hagen
Ole Jørgen Bartholin Hagen (født 22. juni 1913 i Lellinge ved Køge, død 7. marts 1984 i Las Palmas, Gran Canaria) var en dansk modernistisk arkitekt og en af de mest produktive danske arkitekter i anden halvdel af 1900-tallet.

## Uddannelse og karriere
Ole Hagen var søn af arkitekt Gustav Bartholin Hagen og Karen Sophie Pedersen og gik i Kunstakademiets forberedelsesklasse 1929-30 og i bygningsskolen 1930-34. Han var ansat hos Ejnar Thuren 1929-30 og hos faderen G.B. Hagen 1930-31.
Hagen var dernæst ansat hos Palle Suenson 1934, 1936-42 og kompagnon med faderen G.B. Hagen 1937-1941. Han drev egen tegnestue fra 1937. Han var undervisningsassistent på Kunstakademiets Arkitektskole 1942-50, medlem af Akademisk Arkitektforenings udstillingsudvalg 1942-44, medlem af bestyrelsen for samme forening 1944-46, censor ved Charlottenborg Forårsudstilling 1944-46, 1952-54, bestyrelsesmedlem i Danske Arkitekters Landsforbund 1954-66 samt medlem af et antal dommerkomitéer.

## Produktion
Hagen drev Danmarks største tegnestue, Ole Hagen Arkitekter, på H.C. Ørsteds Vej på Frederiksberg og havde et væld af opgaver for især toppen af dansk erhvervsliv (Codan, A.P. Møller-Mærsk, Handelsbanken etc.). Han tegnede mange forskellige bygninger, såvel offentlige som private, bl.a. Københavns Godsbanegård, biografen Kinopalæet (1959), det 102 m høje boligkompleks Domus Vista på Frederiksberg (1969). I en årrække samarbejdede han med sagføreren Leo Dannin ved en række boligbyggerier, og de profiterede begge stort på efterkrigstidens byggeboom.

## Hæder
Hagen fik Eckersberg Medaillen 1953 (for eget sommerhus i Rungsted), vandt prix d'honneur på Triennalen i Milano 1951 og 1954 og blev 1966 Ridder af Dannebrog. Han var optaget af kunst og kunsthåndværk og medstifter af Kunstforeningen af 14. August.

## Udstillinger
Han udstillede på Charlottenborg Forårsudstilling 1936, 1941, 1945, 1953-54, Dansk Kunsthåndværk, Stockholm 1942, Svensk-dansk arkitektur, også i Stockholm 1942, Bo Bättre, Göteborg 1945; vandreudstilling med dansk arkitektur, Paris 1949 og London 1950, L'art danois contemporain, Musée de Lyon, Lyon 1953 og på Købestævnet, Fredericia 1957 (pendelarmatur).
Hagen er repræsenteret med værker på Det danske Kunstindustrimuseum, National Gallery, Melbourne, Australien, Rhösska Konstslöjd Museet og Nordenfjeldske Kunstindustrimuseet i Trondhjem.
Han rejste i Tyskland, Frankrig, Schweiz, Italien 1930, Paris 1934, Schweiz og Italien 1936, var i Sverige gentagne gange. Han døde på Gran Canaria.

## Ægteskaber
Hagen blev gift 1. gang 23. juni 1936 på Frederiksberg med Moran Skov (27. juli 1911 i København – 5. august 1963 i Gentofte), datter af redaktør Einard Skov og Edith Annette Meinhardt. Ægteskabet blev opløst, og han giftede sig 2. gang 24. december 1958 i Holte med Edel Christensen (23. december 1923 i København), datter af fabrikant Svend Aage Christensen og Esther Henriette Nielsen. Han er begravet på Vedbæk Kirkegård.
Virksomheden er videreført som Ole Hagen arkitekter.

## Værker

### Enfamiliehuse
- Sommerhus, Hagelundsstien, Liseleje (1949-50)
- Eget sommerhus, Knudsvej, Rungsted (1940-41, Eckersberg Medaillen 1953, nedrevet efter brand)
- Eget sommerhus ved Hald Strand (1955)

### Boligbebyggelser
- Rækkehusene Moltkesvejshave, Moltkesvej 49-55, Frederiksberg (1949)
- Genopbygning af det bomberamte kvarter ved Maglekildevej/Frederiksberg Allé
- Aldersrenteboliger og daghjem, Kiplings Allé 6-12, Gladsaxe (1949-51, sammen med Ole Helweg, præmieret af Gladsaxe Kommune)
- Boligbebyggelse, Frederiksberg Allé 74, hvor Den Franske Skole lå inden bombningen (1948-50)
- Havnefjordhus
- Uppsalahus, Tavastehus og Bærumhus, boligbebyggelser langs Roskildevej, Frederiksberg (1950, sidstnævnte præmieret af Frederiksberg Kommune)
- Boligbebyggelsen Vestergård i Glostrup (1955-65)
- Rækkehusbebyggelsen Toftegårdens Haveby, Septembervej, Gladsaxe/Herlev (1957)
- Rækkehusbebyggelsen Tinderhøjparken, Tinderhøj Vænge 2-60 & 5-27, Fortvej 75-147, Rødovre (1957, præmieret af Rødovre Kommune)
- Boligejendom med tankstation for Dansk Esso og ombygning af Platan Biografen, Vesterbrogade 162/Platanvej 32, Frederiksberg (1959, tankstation nedlagt og facaden senere ombygget)
- Bolvighus, Bernhard Bangs Allé 2-8, Frederiksberg (1960)
- Kollektivhuset Domus Portus, Østbanegade ved Nordhavn, København (1960-61, præmieret af Københavns Kommune)
- Finsensvej 47 A-B, Frederiksberg (1961, præmieret af Frederiksberg Kommune, facaden ombygget)
- Lehwaldsvænge, Lehwaldsvej 3-5, Kongens Lyngby (1962, præmieret af Lyngby-Taarbæk Kommune)
- Rebæk Søpark, Hvidovre (1964-65)
- Opnæsgård (574 lejligheder), oprindeligt lejeboliger for Codan, nu andelsboligforening, Hørsholm (1965)
- Domus Vista, Roskildevej, Frederiksberg (1967-68)
- Glostrup Vestergård for KAB, Glostrup (1969)
- Bebyggelsen Pileparken I, Novembervej, Gladsaxe/Herlev (1969, facader ombygget 2009-10)
- Platanhusene, Platanvej 22A-28, Frederiksberg (1969-70)
- Vejlesøparken, Holte (1973)

### Erhvervsejendomme
- Bygning langs jernbanegraven, Centrumgården, ved Frihedsstøtten, København (del af Buen) (1950)
- Falkoner Centret med 3 Falke-biografen, Falkoner Allé, Frederiksberg (1954-59, indrettet af Bent Severin, ombygget 1988 af Jørn Langvad og Søren D. Schmidt)
- Codanhus med Kinopalæet, Gammel Kongevej 60, Frederiksberg (1957-60, lav kontorfløj nedrevet 2000-01, facader ombygget af Hvidt & Mølgaard 2002-04)
- Kontorhus med benzintank for Dansk Esso, H.C. Ørsteds Vej 4, Frederiksberg (1959, facader ombygget 2006-07 ved Ole Hagen arkitekter)
- Ombygning af landstedet Rolighed til kursusejendom for Det Konservative Folkeparti, Skodsborg Strandvej 301-303, Skodsborg (1959-61)
- Højhuset Nørreport, Nørre Voldgade/Frederiksborggade, København (1960)
- Ombygning af Handelsbankens hovedsæde, København (1968)
- Ombygning af Handelsbankens Gammeltorv afdeling (præmieret af Foreningen til Hovedstadens Forskønnelse, ombygget)
- Indretning af op til 400 filialer af Handelsbanken
- Motorhotel for Dansk Esso, Glostrup (1968)
- Motorhotel for Dansk Esso, Billund (1968)
- Tre bankafdelinger for Handelsbanken: Glostrup/Ejby (teknisk hovedsæde), Hillerød, København (1971-73)
- Forsikringsbygning for: Forsikringsselskaberne Alm. Brand, Danmark, Liv Danmark samt Norden, Parallelvej, Kongens Lyngby (1971)
- A.P. Møller-Mærsks hovedkontor, Esplanaden 50, København (1974-79)
- Sparekassernes Datacentral, Ballerup (1976-78)
- Kontorbygning for Kreditforeningen Danmark, Odense (1980-84, 1. præmie 1980)
- Ombygning af Kgl. Brands hovedsæde, Højbro Plads, København
- Hovedsæder for automobilfirmaerne F. Bülow og Co., Skandinavisk Motor Co. og DOMI, Glostrup
- Jensen & Møllers Biscuitfabrik
- Dansk Bølgepap Industri
- Colon Emballage
- Dansk Plyds- og Møbelstoffabrik
- C. Olesen A/S, Hedensted
- Administrationsbygning for H. Nielsen & Søn A/S
- Administrationsbygning for Semco A/S
- Ny station for Renholdningsselskabet af 1898, Amager
- Forretningsbebyggelse med bank i Roskilde
- Bankbygning i City of London for Guinness Mahon & Co. Ltd.

### Offentlige bygninger
- Sønderjyllandsskolen, Sønderjyllands Allé 2, Frederiksberg (1939-43, sammen med G.B. Hagen, præmieret af Frederiksberg Kommune)
- Damsøbadet, Frederiksberg (1941-43, sammen med G.B. Hagen)
- Københavns Godsbanegård, Bernstorffsgade, København (1968-69)
- DSBs færgeterminal i Helsingør (nedrevet 1992)
- Sofus Franck og Joakim Larsen skolerne for Frederiksberg Kommune, Roskildevej/Sofus Francks Vænge 12 (1956)
- Købmandsskolen i København

### Andet
- Akademisk Kursus' bygning, Nyropsgade, København (1934-36, ombygget 1973)
- Genopbygning og restaurering af Næsbyholm gods efter brand (1947)
- Ombygning af Dalum Kloster (1962-63)
- Elevbygninger til Rungstedgård, Rungsted (1965)
- Marie Kruses Skole, Stavnsholtvej 29-31, Farum (1971)
- Ombygning og nyindretning af ejendommen Fiskehuset, Gammel Strand 34 (præmieret af Københavns Kommune 1973)
- Ombygning og nyindretning af Vejen Apotek
- Bygninger i Zoo København, Roskildevej, Frederiksberg

### Dekorative arbejder
- Korpusarbejder, bl.a. bestikserien Tulip, for A. Michelsens sølvsmedje
- Armaturer for Louis Poulsen & Co.